# Calcio piazzato
Il calcio piazzato è un calcio effettuato con la palla ferma. È previsto sotto varie forme in vari
sport, come il calcio, il rugby a 15, il rugby a 13, il football americano e il football canadese.

## Calcio

### Calcio di punizione
Un calcio di punizione si batte quando viene commesso, a pallone in gioco, uno dei 18 falli indicati dalla Regola 12 (Falli e scorrettezze).
Se il calcio di punizione è diretto, è anche possibile segnare direttamente una rete contro la squadra avversaria.

In nessun caso, invece, può essere segnata un'autorete.

### Calcio d'angolo
Un calcio d'angolo si batte quando la palla, dopo essere stata toccata da un giocatore in difesa, oltrepassa la linea di porta (la linea di porta non è solo quella compresa tra i pali, bensì quella che congiunge le due bandierine del lato più piccolo del terreno di gioco) dalla parte della porta della squadra che difende. Nel calcio d'angolo può segnare anche colui che batte il calcio piazzato.

### Calcio di rigore
Il calcio di rigore nel gioco del calcio è un tiro libero da undici metri di distanza dal centro della linea di porta.
Viene assegnato contro la squadra che commette, nella propria area di rigore e con il pallone in gioco, uno dei falli punibili con un calcio di punizione diretto. Nel caso in cui un giocatore entri in area prima che il rigorista abbia tirato, il rigore può essere ripetuto a seconda della squadra di appartenenza del giocatore entrato e dall'esito del calcio di rigore stesso.

## Football americano e canadese
Nel football americano e in quello canadese con calcio piazzato ci si può riferire a diversi tipi di situazione.
- il kickoff, cioè il calcio d'inizio o di ripresa del gioco dopo una segnatura
- il field goal, cioè il calcio diretto tra i pali della porta simile a quello del rugby
- l'extra point, cioè il calcio di trasformazione dopo un touchdown.